# Myślenicka Szczelina
Myślenicka Szczelina – jaskinia w Dolinie Goryczkowej w Tatrach Zachodnich. Ma dwa otwory wejściowe znajdujące się w zachodniej ścianie Myślenickich Turni, na wysokościach 1280 i 1288 m n.p.m. Długość jaskini wynosi 18,5 metrów, a jej deniwelacja 8 metrów.

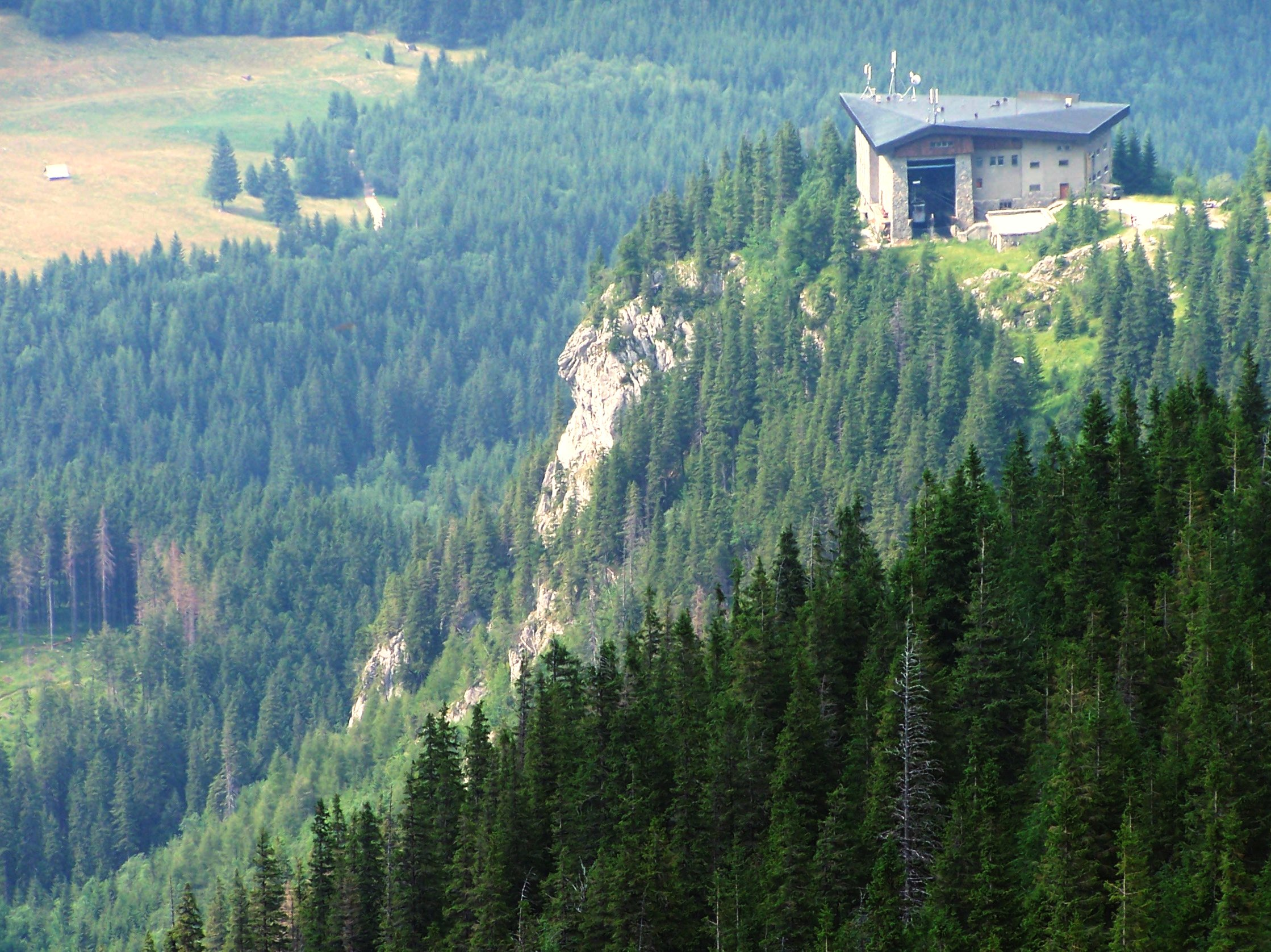
Zachodnia ściana Myślenickich Turni

## Opis jaskini
Głównym ciągiem jaskini jest korytarz, który zaczyna się 1,5-metrową studzienką przy dolnym (głównym) otworze i prowadzi do rozgałęzienia. Stąd:
- prosto idzie korytarz w kierunku Myślenickiej Dziury i kończy się po paru metrach namuliskiem. Po drodze mija się niewielką studzienkę.
- na prawo korytarz przechodzi w 8-metrowy komin prowadzący do górnego otworu. Poniżej otworu, z komina odchodzi 1,5-metrowa szczelina[2].

## Przyroda
Nacieki w jaskini nie występują.
W korytarzu przy otworze rosną glony i mchy.

## Historia odkryć
Jaskinia była zapewne znana od dawna. Pierwszy jej krótki opis podał Kazimierz Kowalski w 1953 roku.